# De Kwakzalvers van Kakelenburg
De Kwakzalvers van Kakelenburg (Duits: Die Quacksalber von Quedlinburg) is een bordspel dat wordt uitgegeven door 999 Games. Het spel is geschikt voor twee tot vier spelers en is bedacht door de Oostenrijker Wolfgang Warsch.
Het spel speelt zich af op de jaarmarkt in een middeleeuws Duits stadje. Het doel van het spel is om als kwakzalver allerlei drankjes te brouwen waarmee je punten kunt behalen voor de eindoverwinning. Hierbij speel je niet direct tegen je medespelers, maar speelt ieder zijn eigen spel.

## Speelwijze
Elke speler krijgt een eigen spelbord met de afbeelding van een soepketel. Spelers moeten in elk van de negen ronden een soep brouwen met allerlei ingrediënten. Een deel van deze ingrediënten bestaat uit 'knalerwten': als er daar te veel van in de soep belanden, dan explodeert de ketel en vervalt een aantal voordelen. Andere ingrediënten kunnen juist voor extra voordeel zorgen.
Elke speler heeft zijn eigen zak met ingrediënten waaruit blind getrokken wordt zolang de speler dat wenst en de ketel nog niet ontploft is. Hoe verder de speler komt op het spelbord, hoe meer geld er wordt verdiend. Met dat geld kunnen nieuwe ingrediënten worden gekocht op de markt, die dan worden toegevoegd aan de zak.
Elk van de negen ronden eindigt met het bepalen van de score in deze ronde en het klaarmaken voor de volgende ronde. Spelers die achterlopen op de leider krijgen een extra voordeel dat groter wordt met de achterstand.

## Ontvangst
In 2018 werd het spel door Spiel des Jahres uitgeroepen tot het Kennerspiel des Jahres.
Het spel werd door The New York Times positief ontvangen. De combinatie van geluk en strategie zorgt volgens de krant voor voldoende spanning, en de afwisselende ingrediëntenmarkt voorkomt dat elk nieuw spel op het vorige gaat lijken.